# Schwadronieren
Schwadronieren wird heute meist in der Bedeutung „unnütz daherreden“ verwendet. Bis in die Mitte des 20. Jahrhunderts bezeichnete es aber spezieller den lautstarken, großsprecherischen und vereinfachenden Redestil der Offiziere, den „Kasinostil“, wenn sie außerdienstlich unter sich waren.
Er wurde von dem dienstlichen, gezielt lakonischen (knappen) Berichts- und Argumentationsstil streng unterschieden, der vor allem jede Wiederholung zu vermeiden hatte.
Etymologisch könnte das ältere Schwadern für „viel schwatzen“ eine Rolle spielen.

## Herkunft
Ursprünglich stammt der Begriff „schwadronieren“ aus dem Vokabular der Fechtschule: Wildes Fuchteln mit dem Säbel oder dem Degen, um die Feinde abzuhalten, wird etwa in Jacobssons Technologischem Wörterbuch von 1794 als Schwadronieren bezeichnet. Die Übertragung auf den Bereich der Sprache ist seit 1775 belegt. Literarisch wird das Wort erstmals in Goethes Urfaust (V. 1379) verwendet. Lichtenberg benutzt es in diesem Sinne in einem seiner Briefe 1787 (Briefe, 2, 314).
Vermutlich waren Studenten an der Verbreitung der neuen Wortverwendung maßgeblich beteiligt.

## Andere Wortbedeutung
Schwadronieren im Sinne von eine Schwadron aufstellen ist seit 1753 nachgewiesen.